# Robert Fournier
Robert Fournier, né le 3 juin 1946 à Montréal et mort le 29 mars 1999, dans la même ville, est un photographe québécois.

## Biographie
Détenteur d’un baccalauréat en biologie à l’Université du Québec à Montréal (UQAM) puis formé à la maîtrise en biologie à la même université, son parcours en tant que photographe s’amorce dès la fin des années 60. Diplômé de la School of Modern Photography de Montréal en 1974, il enseigne à titre de chargé de cours la photographie scientifique à l’Université du Québec à Montréal de 1980 jusqu’à son décès.
À ses débuts, son œuvre photographique se compose de paysages des régions québécoises et d'architecture montréalaise. Puis, au tournant des années 90, il effectue plusieurs voyages en Asie, photographiant le peuple asiatique et son quotidien, l’architecture et les paysages. Il consacre les dernières années de sa vie à la photographie de volcans indonésiens.
Il préconise la photographie argentique noir et blanc, ainsi que la photographie en pose longue.

## Collection
Musée national des beaux-arts du Québec

## Expositions
- 1989 : Une ville en héritage : mémoire photographique : une exposition de L'Association photographique de Montréal avec la participation de Michel Boulet, Robert Fournier, Clara Gutsche, Robert Hébert, Alain Laforest, Brian Merrett, David Miller, Normand Rajotte, Mark Ruwedele, Gabor Szilasi.
- 1991 : 40 ans de Chine. Robert Fournier, Sam Tata, Wang Gang Feng, Sandra Petrillo. Galerie Occurrence, 7 au 28 avril 1991[8]
- 1991 : Fantastique Métro de Montréal. Robert Fournier et Noreen Mallory. Galerie H.E.C., du 21 août au 1er octobre 1991.
- 1992 : Images de Chine : Beijing, Xian, Guilin. Centre Saidye Bronfman, 23 avril au 21 mai 1992
- 1994 : Urban Landscape. Robert Bédard, Robert Fournier, Brian Merrett, Gilles-Denis Shargary. Harrison Galeries, du 15 au 25 septembre 1994.
- 1998 : Montserrat, une île sortie du silence. Galerie Mistral, octobre 1998[9].